# 수안고륜공주
수안고륜공주(중국어: 壽安固倫公主, 1826년 5월 12일 - 1860년 4월 23일)는 도광제의 4녀이고, 생모는 효전성황후 뉴호록씨이다.

## 생애
도광 6년 4월 6일 (1826년 5월 12일) 유시에 도광제의 4녀로, 효전성황후 뉴호록씨의 소생으로 태어났다. 궁중에서는 4공주라 불렸다. 도광제의 셋째 적녀이기도 하다. 실제 어른이 된 딸 중 가장 나이가 많았고, 청나라의 마지막 황후 적출 공주이기도 하다.
《조판처 청문서(造办处清档) · 여의관(如意馆)》에는 도광 7년에 도광황제가 궁정화가에게 4공주의 초상화를 그리라고 지시하였다고 기록되어있는데, 도광은 후에 다른 자녀들의 초상화에 비해 4공주의 초상화를 각별히 중시하였다. 4공주의 화상이 맘에 들지 않아, 화가 하세규에게 다시 그려달라고 요청했는데, 그 문서에는 도광 7년 8월 27일, 무근전 태감 조록이 읽은 전지에 "하세규가 4공주의 희용 (높이 3척 5촌, 너비 2척 2촌)을 그리라"고 하였다. 같은 해 9월, 하세규에게 같은 크기의 희용을 한장 더 그려달라고 지시한 도광제는, 이번에는 그림 수준을 높이기 위해 궁정에서 오래 그림을 그려온 화가 심환에게 의문을 그려달라고 부탁했다. 9월 12일, 무근전 태감 조록이 읽은 전지에 "하세규가 4공주의 희용을 공손히 그리고, 의문이 심환을 그려 한장 (높이 3척 5촌, 너비 2척 2촌)을 만들라"고 했다.
도광 19년, 도광제는 군기대신 등에게 건청궁 내정, 원명원 총관태감에게 "사후에는 관사의 대소사를 막론하고 황후에게 계지황후가 있어야하며, 본궁, 4아거, 4공주의 일을 제외하고는 모두 선행주문을 지었고, 황후도 교파사건을 당하면 모두 주주를 지어서 후지를 시행하였다"고 전했다. 이 도령에서 말하는 4황자는 훗날의 함풍제, 4공주는 수안고륜공주이다. 10월에 내무부 광저수지사는 고륜공주의 하가에 필요한 단을 위해 직조처 세곡을 보내어 직조하였다.
파강남 : 관용 의소 30필, 금황향세 50필, 월백릉 40필. 파소주: 세포 2,000필, 내대홍 600필, 청 600필, 백 800필, 위에 대홍 화장단 4필을 사용했다. 파항주: 상용 대홍금 10필, 월백화춘주 100필을 사용했다.
도광 20년 정월 11일, 어머니 효전황후가 세상을 떠났다.
도광 21년 2월, 나만 군왕의 아들이자 일등대인 덕목초극찰포를 액부(부마)로 임명했는데, 덕목초극찰포는 도광제의 사위 중 출신이 가장 귀한 사람이다. 같은 달, 수안고륜공주로 봉해졌다. 을유일, 내각, 경징주, 금년에 수안고륜공주에게 장가보내라 하고, 적절하게 관리로 임명할 것을 계획했다. 호부 교부 규정으로 댁의 장사를 일원으로 모셨다. 현직 원외랑, 내관령, 부참령 중에서 선택하여 보충했다. 일등 경호원, 이등 호위대원, 부내관령 효기학교, 호균교에서 선발하여 보충했다. 모두 원래의 봉급과 급료를 받도록 명령했다. 몸에 닿아 멈추게 했다. 그 자손도 심부름할 필요가 없다 했고, 이 네 사람이 바로 역이 된다. 부족할 필요도 없었다. 3등까지 하등원을 호위했다. 그대로 시행했고, 12호 호위병에게 갑옷을 입힌 자들을 선별하여 놓았다. 급료도 균등하게 주었고, 부적으로 맞춤 제작했다. 모두 저술한 대로 처리되었다. 또 다른 편주, 회전에는 고륜공주의 마차가 실려있었다. 황금색 덮개, 붉은 막, 붉은 가장자리 덮개 뿔, 황금색 수염을 사용했다. 즉시 회전에 따라 처리했다. 또 이번에 수안고륜공주를 하가하라고 명령했다. 모든 액부는 일구례(一九礼)에 들어가야했다. 관례대로 원명원에서 공진했다. 을사일, 예부가 상소했는데, 수안고륜공주가 하가해서 예의를 갖춰야한다했다. 성지로, 이번에 수안고륜공주가 하가한다, 수레에 오르기 전에 절을 하지 않도록 하게 했다. 10월 3일, 공주가 하가했다. 결혼 후 몽골로 가지 않고, 액부와 함께 경성에 거주하며 부부의 정이 매우 좋았다고 한다. 결혼 후, 도광과 자신은 공주가 결혼하던 해와 이듬해 두차례에 걸쳐 직접 수안공주부를 찾아 은총을 베풀었다.
도광 22년 4월, 효전황후가 병사한지 27개월이 지났고, 도광제는 수안고륜공주와 여러 황자들을 능침으로 보내 석복하게 하였다. 실록에는 정해(초9일)라고 기록돼 있다. 황제의 4남 혁저, 5남 혁종, 6남 혁흔이 효전황후의 능침을 찾아 석복례를 올렸다. 실제로는 수안공주도 함께 가서 석복례를 했다.
도광 28년, 그녀의 남편 고륜액부 덕목초극찰포가 나이찰살극 군왕을 공격했다.
함풍 3년, 왕공 및 2ㆍ3품 이상의 대원의 녹봉은 태평천국의 군비를 진압하기 위해 잠시 중단되었고, 적언니 수안과 서매 수은공주가 도광 26년부터 지급한 500냥의 보조금은 모두 관방세고에서 제시한 후, '세작 관료 등의 생리를 방출한다'는 이윤으로, 함풍제의 허락은 광저사은고에서 3,200냥을 인출하여 상금으로 지급하였으며, 왕공의 세직 녹봉이 회복될 때까지 두 공주를 지원하였다. 그 해 12월, 수안과 수은공주는 당시 군수난으로 부내장사가 대신 상소를 올리며, 선대 현덕공주를 본받으려고 각자 은 1200냥을 호부은고까지 바치도록 청했으나, 함풍제는 공주부가 허하지 않는다는 이유로 거절하고, "가정 안이 어찌 허문이냐(家庭之內豈尚虛文)"며 제창하지 않았다. 함풍 5년 4월, 수안고륜공주의 30세 생일을 맞이하여, 공주의 선물은 황제가 친필로 쓴 어필현판과 대련과 같은 연락 감정을 담은 물건 외에도 황실의 상징인 황금견사 금용포면 1개, 대홍견 화훼의면 1개 등의 옷감, 수 많은 은 원보와 은괴 등이 있어, 함풍제가 공주의 생일을 얼마나 중시했는지를 잘 보여준다.
수안공주는 양궁을 잘하는데, 순친왕 혁현의 말에 따르면, 함풍 연간에 오복오대당에서 함풍은 일곱째 동생 순친왕, 여덟째 종군왕, 아홉째 부군왕에게 넷째 누이 수안고륜공주를 따르라고 명했다. 함풍은 다섯 치의 작은 곡괭이에 매달렸고, 수안공주는 활을 구부려 먼저 한 발을 쏘았다. 혁현이 이어서 쏘니 두번째 발이 겨우 맞았다.
함풍 10년 윤3월 3일, 공주는 35세의 나이로 사망했다. 함풍제는 직접 공주부에 가서 사의를 표하며, "朕姊寿安固伦公主、淑慎持躬。性敦孝友。仰承皇考皇妣恩眷。优渥逾恒。昨闻薨逝。良深悼惜。当派醇郡王奕譞、带领侍卫十员。前往奠醊。朕复亲临祭奠。本月初五日。朕再行亲往赐奠。用伸眷念优加至意。"고 말한 뒤, 다시 공주부에 가서 하사했다. 수도사 교외의 원침에 묻혔다.
동치 원년 3월, 덕목초극찰포는 공주를 번부로 이장시켜달라고 요청했지만, 자안태후와 자희태후는 조제의 유지로 허락하지 않았다. 덕목초극찰포는 이후 재혼하지 않았고, 동치 4년에 사망하고, 친왕으로 추서하여 공주와 함께 북경에 합장되었다. 공주의 후계자인 아들 마십파도이(瑪什巴圖爾)가 나만부를 불러 강의 북쪽 기슭에 경식 건물을 지은 나만왕부, 서배전 문중간에 장형, 굴원, 공자, 이시진 네명의 명인이 그려져있다. 동배전 옆면에는 《홍루몽》의 탐춘과 임대옥 등의 인물이 그려져 있어, 한족 문화에 대한 부주 일가의 감상과 숭배를 보여준다.

## 참고사료
- 《청사고(清史稿) · 권166 · 표6 · 공주부》